# 竹内出
竹内 出（たけうち いずる、1974年8月5日 - ）は、日本の男性総合格闘家。岡山県岡山市出身。アブソリュート岡山主宰。第7代ミドル級キング・オブ・パンクラシスト。サンボ初段、柔道三段、レスリング三段を取得。

## 来歴
アマチュア格闘家として活躍したのち、1998年7月18日に修斗でプロデビュー。佐々木有生に判定負け。
2000年1月、アブダビコンバット日本予選88kg未満級で優勝。
2002年1月12日、修斗でロナルド・ジューンに判定勝ち。
2002年10月1日付けで和田拓也と共に、SHOOTO GYM K'z FACTORYからSKアブソリュートに移籍。10月4日に修斗プロライセンス返上を修斗コミッションに通達し、10月7日付けで受理された。
2002年10月29日、初出場となったパンクラスでネイサン・マーコートと対戦し、3-0の判定勝ち。
2003年3月8日、ミドル級（-82kg）キング・オブ・パンクラスタイトルマッチで王者のネイサン・マーコートと再戦し、右アッパーでKO負けを喫し王座獲得に失敗した。
2005年5月1日、ミドル級キング・オブ・パンクラスタイトルマッチで王者のネイサン・マーコートと3度目の対戦となったが、チョークスリーパーで一本負けを喫し王座獲得に失敗した。
2005年7月6日、初出場となったHERO'Sのオープニングファイトで三浦広光と対戦し、マウントパンチでTKO勝ち。
2006年6月11日、D.O.G VIで岡見勇信と対戦し、パウンドでTKO負け。
2006年12月2日、ミドル級キング・オブ・パンクラス決定戦で中西裕一と対戦し、1-2の判定負けを喫し王座獲得に失敗した。
2007年11月28日、ミドル級キング・オブ・パンクラスタイトルマッチで王者の中西裕一と再戦し、3-0の判定勝ちを収め王座獲得に成功した。
2008年3月26日、パンクラスで金原弘光と対戦し、3-0の判定勝ち。
2008年11月1日、戦極初出場となった戦極 〜第六陣〜のミドル級グランプリシリーズリザーブマッチでジョー・ドークセンと対戦し、マウントパンチでTKO負けを喫した。
2009年8月8日、ミドル級キング・オブ・パンクラスタイトルマッチで挑戦者の佐藤豪則と対戦し、1-0の判定ドローで初防衛に成功した。
2009年12月6日、ミドル級キング・オブ・パンクラスタイトルマッチで挑戦者の金井一朗と対戦し、0-2の判定負けを喫し王座陥落した。
2010年7月1日、故郷・岡山県岡山市に自身の格闘技ジム「アブソリュート岡山」をオープンした。
2024年2月6日、全日本サンボ選手権コンバットサンボ88kg級優勝。

## 戦績

### 総合格闘技
| 総合格闘技 戦績 | 総合格闘技 戦績 | 総合格闘技 戦績 | 総合格闘技 戦績 | 総合格闘技 戦績 | 総合格闘技 戦績 | 総合格闘技 戦績 |
| --------------- | --------------- | --------------- | --------------- | --------------- | --------------- | --------------- |
| 44 試合         | (T)KO           | 一本            | 判定            | その他          | 引き分け        | 無効試合        |
| 26 勝           | 3               | 3               | 20              | 0               | 7               | 0               |
| 11 敗           | 3               | 2               | 6               | 0               | 7               | 0               |

| 勝敗 | 対戦相手                 | 試合結果                      | 大会名                                                                          | 開催年月日     |
| ×    | 金井一朗                 | 5分3R終了 判定0-2             | PANCRASE 2009 CHANGING TOUR 【ミドル級キング・オブ・パンクラス タイトルマッチ】 | 2009年12月6日  |
| △    | 佐藤豪則                 | 5分3R終了 判定1-0             | PANCRASE 2009 CHANGING TOUR 【ミドル級キング・オブ・パンクラス タイトルマッチ】 | 2009年8月8日   |
| ×    | ジョー・ドークセン       | 3R 4:13 TKO（マウントパンチ） | 戦極 〜第六陣〜 【ミドル級グランプリシリーズ2008 リザーブマッチ】               | 2008年11月1日  |
| ○    | ジュニオール             | 1R 4:49 ヒールホールド        | PANCRASE 2008 SHINING TOUR                                                      | 2008年6月1日   |
| ○    | 金原弘光                 | 5分3R終了 判定3-0             | PANCRASE 2008 SHINING TOUR                                                      | 2008年3月26日  |
| ○    | 中西裕一                 | 5分3R終了 判定3-0             | PANCRASE 2007 RISING TOUR 【ミドル級キング・オブ・パンクラス タイトルマッチ】   | 2007年11月28日 |
| ○    | ブライアン・ラフィーク   | 5分3R終了 判定3-0             | PANCRASE 2007 RISING TOUR                                                       | 2007年9月5日   |
| ○    | 渡辺大介                 | 5分3R終了 判定3-0             | PANCRASE 2007 RISING TOUR                                                       | 2007年4月27日  |
| ×    | ケイシー・ウスコーラ     | 5分3R終了 判定0-3             | BodogFight: Costa Rica Combat                                                   | 2007年2月18日  |
| ×    | 中西裕一                 | 5分3R終了 判定1-2             | PANCRASE 2006 BLOW TOUR 【ミドル級キング・オブ・パンクラス決定戦】              | 2006年12月2日  |
| ○    | 佐藤光留                 | 5分3R終了 判定3-0             | PANCRASE 2006 BLOW TOUR                                                         | 2006年8月27日  |
| ×    | 岡見勇信                 | 1R 3:39 TKO（パウンド）       | D.O.G VI                                                                        | 2006年6月11日  |
| ○    | アザード・アスガロフ     | 5分2R終了 判定3-0             | PANCRASE 2006 BLOW TOUR                                                         | 2006年5月2日   |
| ○    | ベ・ミョンホ             | 1R 3:46 TKO（パウンド）       | MARS in 有明                                                                    | 2006年2月4日   |
| ○    | 瓜田幸造                 | 5分2R終了 判定3-0             | PANCRASE 2005 SPIRAL TOUR                                                       | 2005年11月4日  |
| ○    | 三浦広光                 | 2R 3:35 TKO（マウントパンチ） | HERO'S 2005 ミドル級世界最強王者決定トーナメント開幕戦                          | 2005年7月6日   |
| ×    | ネイサン・マーコート     | 3R 2:19 チョークスリーパー    | PANCRASE 2005 SPIRAL TOUR 【ミドル級キング・オブ・パンクラス タイトルマッチ】   | 2005年5月1日   |
| ○    | 久松勇二                 | 5分2R終了 判定3-0             | PANCRASE 2005 SPIRAL TOUR                                                       | 2005年2月4日   |
| ○    | 梁正基                   | 1R終了時 TKO（左肩の負傷）    | PANCRASE 2004 BRAVE TOUR                                                        | 2004年11月26日 |
| ○    | 伊藤充裕                 | 2R 2:35 アームロック          | 荒波 PRE ARANAMI                                                                | 2004年10月1日  |
| △    | 渋谷修身                 | 5分3R終了 判定0-0             | PANCRASE 2004 BRAVE TOUR                                                        | 2004年6月22日  |
| ○    | 國奥麒樹真               | 5分3R終了 判定2-0             | PANCRASE 2004 BRAVE TOUR                                                        | 2004年4月23日  |
| △    | マルセロ・フェレイラ     | 5分3R終了 判定                | Absolute Fighting Championships 7                                               | 2004年2月27日  |
| △    | 石川英司                 | 5分3R終了 判定1-0             | PANCRASE 2003 HYBRID TOUR                                                       | 2003年10月31日 |
| ○    | 窪田幸生                 | 5分3R終了 判定3-0             | PANCRASE 2003 HYBRID TOUR                                                       | 2003年6月7日   |
| ×    | ネイサン・マーコート     | 1R 1:29 KO（右アッパー）      | PANCRASE 2003 HYBRID TOUR 【ミドル級キング・オブ・パンクラス タイトルマッチ】   | 2003年3月8日   |
| ○    | クリス・ライトル         | 5分3R終了 判定2-0             | PANCRASE 2002 SPIRIT TOUR 【ミドル級王座次期挑戦者決定戦】                      | 2002年12月21日 |
| ○    | ネイサン・マーコート     | 5分3R終了 判定3-0             | PANCRASE 2002 SPIRIT TOUR                                                       | 2002年10月29日 |
| ×    | ダスティン・デニス       | 5分3R終了 判定0-3             | HOOKnSHOOT: New Wind                                                            | 2002年9月7日   |
| ○    | ロナルド・ジューン       | 5分3R終了 判定2-0             | 修斗                                                                            | 2002年1月12日  |
| △    | マルタイン・デ・ヨング   | 5分3R終了 判定1-0             | 修斗 SHOOTO TO THE TOP                                                          | 2001年11月25日 |
| ○    | マルタイン・デ・ヨング   | 5分3R終了 判定2-1             | 修斗 SHOOTO TO THE TOP                                                          | 2001年7月6日   |
| ×    | パトリック・フォーティー | 判定                          | Golden Trophy 2000                                                              | 2000年3月18日  |
| ○    | フレデリック・フェレーラ | 腕ひしぎ十字固め              | Golden Trophy 2000                                                              | 2000年3月18日  |
| ○    | フローランタン・アモラン | 判定                          | Golden Trophy 2000                                                              | 2000年3月18日  |
| ○    | 山下志功                 | 5分2R終了 判定3-0             | 修斗 R.E.A.D. 〜2000 SHOOTO〜                                                   | 2000年1月14日  |
| △    | 桜井隆多                 | 5分2R終了 判定1-0             | 修斗 SHOOTO GIG '99                                                             | 1999年11月4日  |
| ○    | アーメット・ラジジ       | 5分2R終了 判定3-0             | 修斗 the Renaxis 1999 "10 Years Anniversary"                                    | 1999年5月29日  |
| ○    | 鶴巻伸洋                 | 5分2R終了 判定3-0             | 修斗 SHOOTO GIG '99                                                             | 1999年4月9日   |
| △    | 桜井隆多                 | 5分2R終了 判定0-1             | 修斗 Las Grandes Viajes 6                                                       | 1998年11月27日 |
| ×    | 佐々木有生               | 5分2R終了 判定0-3             | 修斗 SHOOTO GIG '98 2nd                                                         | 1998年7月18日  |
| ×    | 須田匡昇                 | 1R 1:53 アンクルホールド      | ザ・トーナメント・オブ・J '97 【中量級トーナメント 2回戦】                      | 1997年12月20日 |
| ○    | 杉山元彦                 | 5分+延長3分終了 判定3-0       | ザ・トーナメント・オブ・J '97 【中量級トーナメント 1回戦】                      | 1997年12月20日 |
| ○    | 谷村勲                   | 5分2R+延長3分終了 判定3-0     | ザ・トーナメント・オブ・J '97                                                   | 1997年7月27日  |

### グラップリング
| 勝敗 | 対戦相手       | 試合結果    | 大会名                                    | 開催年月日    |
| ×    | デイブ・メネー | ポイント0-8 | ADCC 2000 【88kg未満級 1回戦】            | 2000年3月     |
| ○    | 大山利幸       | ポイント8-0 | ADCC 2000日本予選 【87kg未満級 決勝】     | 2000年1月23日 |
| ○    | 郷野聡寛       | ポイント4-0 | ADCC 2000日本予選 【87kg未満級 準決勝】   | 2000年1月23日 |
| ○    | 佐藤光芳       | ポイント4-0 | ADCC 2000日本予選 【87kg未満級 準々決勝】 | 2000年1月23日 |

## 獲得タイトル

### 総合格闘技
- 第2回全日本アマチュア修斗選手権 ライトヘビー級 優勝（1995年）
- 第7代ミドル級キング・オブ・パンクラス王座（2007年）

### グラップリング
- 第4回、第7回、第8回、第9回 全日本コンバットレスリング選手権 優勝
- アブダビコンバット日本予選 88kg未満級 優勝（2000年）

### サンボ
- 日本コマンドサンボ選手権 優勝（1995年、1997年）
- 全日本サンボ選手権 100kg級 優勝（2000年、2002年）
- 世界サンボ選手権 コンバットサンボ 82kg級 3位[要出典]（2006年）
- 全日本サンボ選手権 コンバットサンボ 88kg級 優勝（2024年）